# Enriqueta de Parodi
Enriqueta de Parodi (castellà: Enriqueta Montaño Peralta)  (Sonora, 10 de març de 1897 - 1976) va ser professora, narradora, escriptora, funcionària i diputada mexicana reconeguda per la promoció cultural i de lectura a Sonora des de la dècada de 1910 fins a la de 1970. Va crear el Llibre Sonorense de Cultura el 1944 i va fundar la Fundació dels Esposos Rodríguez. La seva trajectòria és reconeguda per ser la primera gestora cultural de Sonora, i una de les veus femenines més fortes i prolífiques de la primera meitat del segle xx a l'entitat, preocupada per la història, la cultura i la participació de les dones a la vida pública de la regió.